# 屈光度
屈光度（diopter，D）又称透镜焦度、折光度、视度（眼科），是度量透鏡或曲面镜光學倍率（P），及眼球屈光介质屈光能力的單位，等于焦距的倒数，即 {\displaystyle P=1/f}  或  {\displaystyle D={\frac {1}{f}}}；國際單位制的單位是反米（m-1）。如：焦距是 15m，那麼屈光度为 1/15m-1。
屈光度有时亦简称“光度”，例如：渐进多焦点镜片有远用光度区、近用光度区、渐进光度区、周边光度区。

## 观念
- 焦距 f 的长短標誌著折光能力的大小，焦距越短，其折光能力就越大。眼球折光能力變強有可能近视，折光能力變弱有可能遠視。

- 凸透镜（如：遠視镜片）的度数是正数(+)，凹透镜（如：近视镜片）的度数是负数(-)。

- 一個+3屈光度的透鏡，會把平行的光線聚焦在鏡片的1/3米外。

- 一般眼鏡常使用度數來表示屈光度，以屈光度 D 的數值乘以 100 就是度數[4]；例如 -1.0D 等於近視眼鏡（凹透鏡）的 100度。